# Alvydas Banys
Alvydas Banys (* 1968 in der Litauischen SSR) ist ein litauischer Unternehmer und Manager, Vorstandsvorsitzender der litauischen Private Equity-Gesellschaft AB Invalda (2000–2007), Inhaber von „LJB property“.

## Leben
1991 absolvierte Alvydas Banys ein Diplomstudium an der Fakultät für Bauwirtschaft der Technischen Universität Vilnius und arbeitete von 1991 bis 1992 als wissenschaftlicher Mitarbeiter am Wirtschaftsinstitut der Litauischen Akademie der Wissenschaften. Danach war er leitender Angestellter in mehreren Unternehmen.
Ab 1996 war Banys Vizepräsident und von 2006 bis 2007 Berater der AB "Invalda", Präsident von UAB "Nenuorama" (seit 1996).
Alvydas Banys war Vorstandsvorsitzender der litauischen Unternehmen wie AB "Vilniaus baldai", AB "Valmeda" und Vorstandsmitglied der Unternehmen AB "Invaldos nekilnojamojo turto fondas", AB "Minija", AB "Kauno tiltai" und AB "Girių bizonas".